# Juan Bautista Valldecabres Rodrigo
Juan Bautista Valldecabres Rodrigo (Quart de Poblet, 1861 - València, 26 d'agost de 1936) fou un empresari i polític valencià, diputat a Corts espanyoles durant la restauració borbònica.

## Biografia
Era un dels principals propietaris de terres de l'Horta valenciana, president d'Electro Hidráulica del Turia SA i militant del Partit Conservador. Fou president de la Diputació de València i diputat pel districte de Torrent de l'Horta a les eleccions generals espanyoles de 1914, 1918, 1919 i 1920, i senador el 1916 i el 1923.
Durant aquests anys exercí nombrosos càrrecs, com el de president de la Cambra de la Propietat Urbana, conseller de la Junta d'Obres del Port, i soci protector de l'Associació de la Premsa de València. El 1935 ingressà a la Dreta Regional Valenciana. Quan esclatà la guerra civil espanyola va restar a València, malgrat que l'aconsellaren tornar a Quart, i fou assassinat el 26 d'agost de 1936 amb Enrique Trénor Despujols i Conrado Díaz Martínez per elements anarquistes incontrolats.